# Stefano Nepa
Stefano Nepa (Giulianova, 21 novembre 2001) è un pilota motociclistico italiano.

## Carriera
Dopo aver iniziato la carriera con le gare in minimoto all'età di 8 anni per poi proseguire con le MiniGP, nel 2014 Nepa riesce a vincere il campionato Italiano PreMoto3 all'esordio nella categoria. Dopo un'altra stagione nello stesso campionato (dove si piazza 2º dietro a Celestino Vietti), nel 2016 passa a correre nel campionato Italiano Velocità classe Moto3. Nel 2017 disputa due prove nel CIV Moto3 conquistando tre vittorie nelle singole gare e l'undicesimo posto in classifica finale. Nel 2018 passa al campionato spagnolo di velocità.
Il suo esordio nel motomondiale avviene come wild card in occasione del Gran Premio motociclistico d'Italia 2018 con una KTM RC 250 GP del NRT Junior Team, senza però concludere la gara. Da Assen in poi viene richiamato dal team CIP Green Power per disputare le gare rimanenti in campionato. Riesce a marcare punti all'ultimo Gran Premio stagionale, concludendo il suo anno da esordiente nel motomondiale al 35º posto con 4 punti all'attivo. In questa stagione inoltre, prende parte a due prove nel CIV - classe Moto3, conquistando tre vittorie ed un secondo posto nelle quattro gare disputate.
Nel 2019 firma per il team Reale Avintia Arizona 77, correndo come wild card il GP di Spagna e sostituendo Vicente Perez dal GP d'Olanda. Conclude il campionato in 25º posizione con 24 punti e un 8º posto in Thailandia come miglior risultato. Nel 2020 firma con Aspar Team per correre a pieno tempo in Moto3, il compagno di squadra è Albert Arenas. Ottiene come miglior risultato un settimo posto nel Gran Premio d'Europa e termina la stagione al 20º posto con 38 punti.
Il 7 novembre 2020 viene ufficializzata la firma con il team BOE Skull Rider Facile Energy, con compagno di squadra Riccardo Rossi. Nel 2021 Nepa ottiene il primo giro veloce nel contesto del motomondiale a Doha, mentre i primi punti stagionali arrivano a Portimão con un undicesimo posto. Nel corso della stagione chiude in zona punti 11 delle 18 gare in calendario, ottenendo come miglior risultato in stagione un quinto posto nel Gran Premio dell'Emilia Romagna. Chiude il campionato al 18º posto in classifica con 63 punti, 25 in più rispetto al 2020. 
Nel 2022 lascia il team BOE per spostarsi al team MTA dell'ex pilota Alessandro Tonucci, il compagno di squadra è Iván Ortolá. In questa stagione è costretto a saltare l'evento conclusivo a causa dei postumi di un incidente accorso in Malesia. Chiude la stagione al diciottesimo posto. Nel 2023 prosegue con la stessa squadra dell'annata precedente; totalizza oltre cento punti classificandosi dodicesimo, e miglior italiano, in campionato. Prosegue con MTA anche nel 2024, con Nicola Fabio Carraro come compagno di squadra. Pur mancando ancora l'appuntamento col primo podio iridato, è autore di gare consistenti nelle posizioni di vertice. Conclude il campionato in tredicesima posizione.

## Risultati nel motomondiale
| 2018 | Classe | Moto |  |  |  |  |  |     |  |    |    |     |    |    |    |    |    |    |    |    |    |  |  |  | Punti | Pos. |
| ---- | ------ | ---- |  |  |  |  |  | --- |  | -- | -- | --- | -- | -- | -- | -- | -- | -- | -- | -- | -- |  |  |  | ----- | ---- |
| 2018 | Moto3  | KTM  |  |  |  |  |  | Rit |  | 27 | 21 | Rit | 27 | AN | 17 | 22 | 19 | 20 | 17 | 21 | 12 |  |  |  | 4     | 35º  |

| 2019 | Classe | Moto |  |  |  |    |  |  |  |    |    |    |    |    |    |    |   |    |    |     |    |  |  |  | Punti | Pos. |
| ---- | ------ | ---- |  |  |  | -- |  |  |  | -- | -- | -- | -- | -- | -- | -- | - | -- | -- | --- | -- |  |  |  | ----- | ---- |
| 2019 | Moto3  | KTM  |  |  |  | 19 |  |  |  | 20 | 18 | 17 | 22 | 22 | 11 | 23 | 8 | 16 | 10 | Rit | 11 |  |  |  | 24    | 25º  |

| 2020 | Classe | Moto |    |    |    |    |    |   |    |    |    |    |    |    |   |    |    |  |  |  |  |  |  |  | Punti | Pos. |
| ---- | ------ | ---- | -- | -- | -- | -- | -- | - | -- | -- | -- | -- | -- | -- | - | -- | -- |  |  |  |  |  |  |  | ----- | ---- |
| 2020 | Moto3  | KTM  | 22 | 12 | 14 | 10 | 15 | 9 | 14 | 15 | 14 | 15 | 23 | 20 | 7 | 13 | 19 |  |  |  |  |  |  |  | 38    | 20º  |

| 2021 | Classe | Moto |    |    |    |    |    |    |    |     |    |    |    |    |   |   |    |   |    |   |  |  |  |  | Punti | Pos. |
| ---- | ------ | ---- | -- | -- | -- | -- | -- | -- | -- | --- | -- | -- | -- | -- | - | - | -- | - | -- | - |  |  |  |  | ----- | ---- |
| 2021 | Moto3  | KTM  | 18 | 16 | 11 | 15 | 17 | 14 | 10 | Rit | 11 | 19 | 13 | 17 | 8 | 9 | 11 | 5 | 16 | 6 |  |  |  |  | 63    | 18º  |

| 2022 | Classe | Moto |    |     |    |    |    |    |    |     |    |    |   |   |    |    |    |    |   |   |     |     |  |  | Punti | Pos. |
| ---- | ------ | ---- | -- | --- | -- | -- | -- | -- | -- | --- | -- | -- | - | - | -- | -- | -- | -- | - | - | --- | --- |  |  | ----- | ---- |
| 2022 | Moto3  | KTM  | 13 | Rit | 16 | 13 | 15 | 15 | 17 | Rit | 16 | 15 | 7 | 5 | 15 | 10 | 19 | 12 | 4 | 5 | Rit | Inf |  |  | 64    | 18º  |

| 2023 | Classe | Moto |   |   |     |    |    |   |   |    |    |    |   |    |   |   |    |    |    |    |    |    |  |  | Punti | Pos. |
| ---- | ------ | ---- | - | - | --- | -- | -- | - | - | -- | -- | -- | - | -- | - | - | -- | -- | -- | -- | -- | -- |  |  | ----- | ---- |
| 2023 | Moto3  | KTM  | 7 | 6 | Rit | 15 | 10 | 9 | 9 | 10 | 12 | 10 | 5 | 13 | 9 | 4 | 10 | 12 | 17 | 15 | 18 | 15 |  |  | 102   | 12º  |

| 2024 | Classe | Moto |   |   |    |   |    |    |     |   |    |   |     |    |    |    |    |    |   |   |   |     |  |  | Punti | Pos. |
| ---- | ------ | ---- | - | - | -- | - | -- | -- | --- | - | -- | - | --- | -- | -- | -- | -- | -- | - | - | - | --- |  |  | ----- | ---- |
| 2024 | Moto3  | KTM  | 6 | 7 | 18 | 9 | 17 | 13 | Rit | 9 | 12 | 5 | Rit | 13 | 14 | 14 | 15 | 10 | 4 | 9 | 8 | Rit |  |  | 93    | 13º  |

| 2025 | Classe | Moto  |   |    |     |   |    |     |    |     |    |    |    |    |    |  |  |  |  |  |  |  |  |  | Punti | Pos. |
| ---- | ------ | ----- | - | -- | --- | - | -- | --- | -- | --- | -- | -- | -- | -- | -- |  |  |  |  |  |  |  |  |  | ----- | ---- |
| 2025 | Moto3  | Honda | 4 | 10 | Rit | 8 | 14 | Rit | 16 | Rit | 14 | 13 | 13 | 17 | 24 |  |  |  |  |  |  |  |  |  | 37    |      |

| Legenda | 1º posto        | 2º posto            | 3º posto            | A punti      | Senza punti        | Grassetto – Pole position Corsivo – Giro più veloce |
| Legenda | Gara non valida | Non qual./Non part. | Ritirato/Non class. | Squalificato | '-' Dato non disp. | Grassetto – Pole position Corsivo – Giro più veloce |